# ویتا سیدورکینا
ویتا سیدورکینا (به انگلیسی: Vita Sidorkina) (زاده ۲۰ مارس ۱۹۹۴) مدل روس است.